# Hook-a-Gate
 (février 2025).
Si vous disposez d'ouvrages ou d'articles de référence ou si vous connaissez des sites web de qualité traitant du thème abordé ici, merci de compléter l'article en donnant les références utiles à sa vérifiabilité et en les liant à la section « Notes et références ».
Pour les articles homonymes, voir Hook et Gate.
Hook-a-Gate est un village du Shropshire, en Angleterre.
Il est situé sur la route Shrewsbury à Longden. Bayston Hill est à proximité, bien qu'il n'y ait pas de route directe reliant les deux villages. Le ruisseau Rea traverse le village.